# Polipeptide pancreatico
Il polipeptide pancreatico (PP) è un ormone prodotto principalmente dalle cellule endocrine del pancreas (cellule γ) disposte alla periferia delle isole, localizzate in prevalenza a livello della porzione inferiore della testa del pancreas. Il PP è formato da 36 amminoacidi e contiene molti residui di tirosina. L'ipoglicemia indotta da insulina, la distensione gastrica, la stimolazione del nervo vago aumentano la secrezione di PP, mentre l'iperglicemia e la somatostatina la inibiscono.

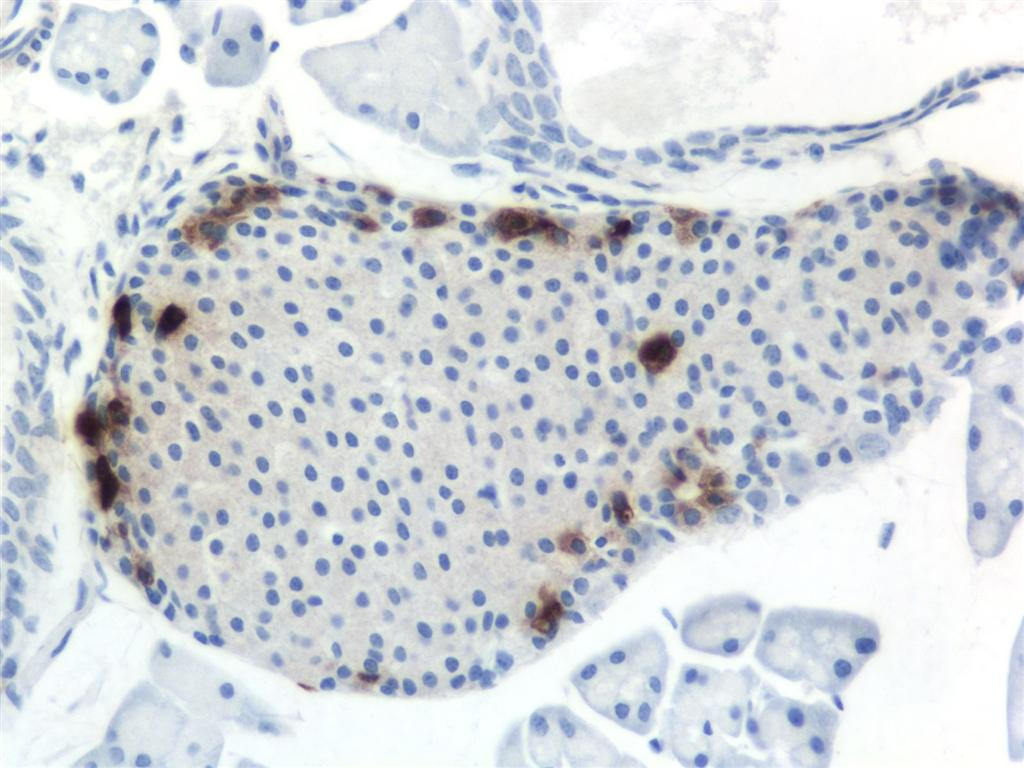
Immunoistochimica effettuata su pancreas murino che mostra la distribuzione delle cellule γ producenti l'ormone

## Effetti
La somministrazione esogena dell'ormone PP riduce la motilità intestinale nonché lo svuotamento gastrico. Aumenta, in questo modo, la durata del transito intestinale. Inibisce la secrezione acida gastrica indotta dalla gastrina e tramite una via mediata dal nervo vago inibisce la secrezione esocrina del pancreas.